# 林連宗
林連宗（1905年5月19日—1947年3月10日），台灣彰化人，台中一中、日本中央大學法科畢業，曾擔任律師、省參議員、制憲國民大會代表，二二八事件時被國民黨政府逮捕並從此失蹤。

## 生平

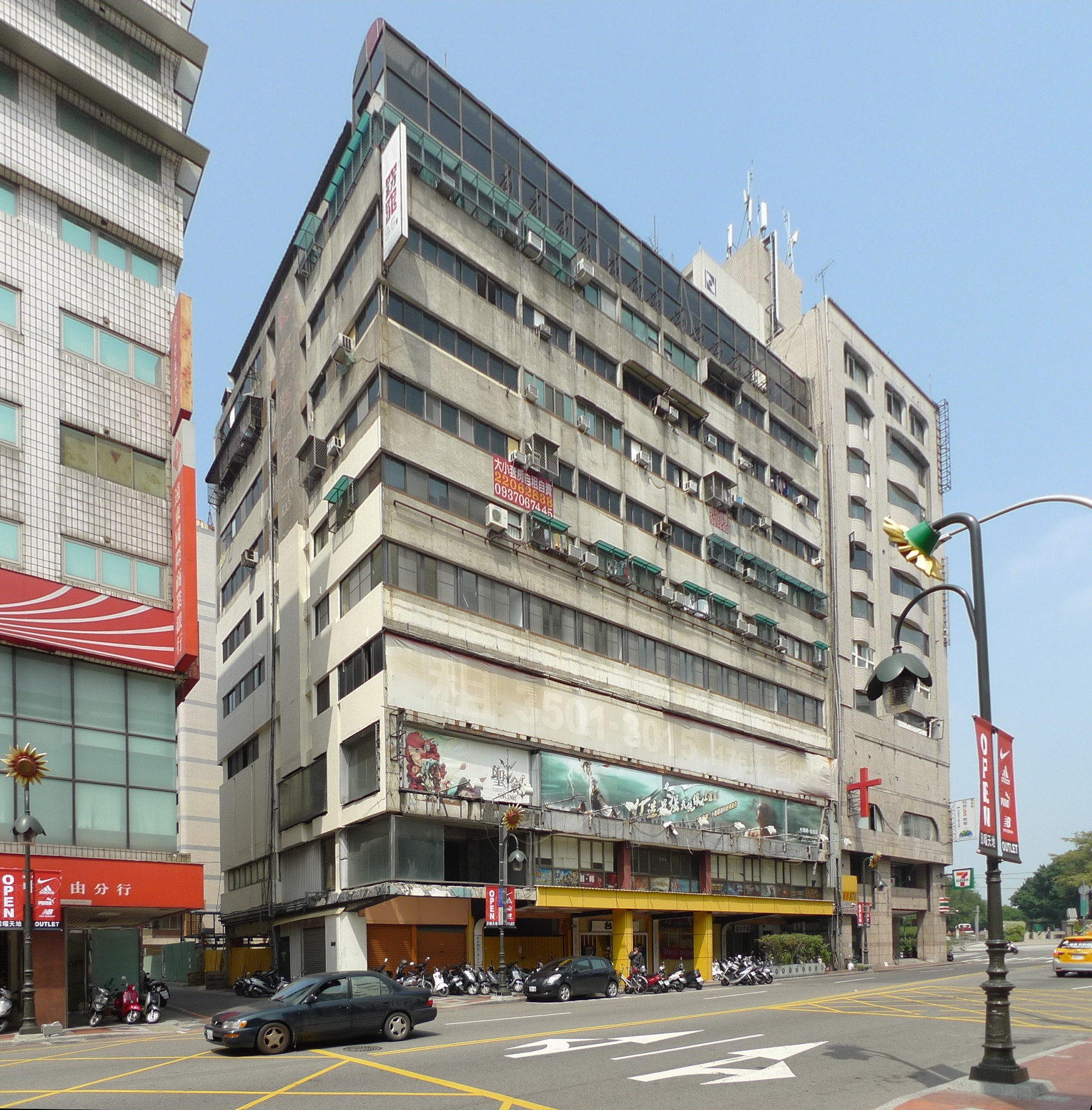
台中市中區自由路連宗大樓。由林連宗的家族於1970年代興建，命名為「連宗大樓」為紀念。

### 日治時期
林連宗於1923年畢業於台中一中，1925年考入日本中央大學預科，1930年以中央大學法學部二年級在學身分即通過日本高等行政科試驗、三年級通過司法科試驗，並且取得高等文官資格。1931年返台，於台中市執業律師，兼任台灣新聞社法律顧問，曾被選為台中州律師公會會長。

### 戰後時期
第二次世界大戰後，台灣日治時期結束，台灣為國民政府接收，1945年9月林連宗當選台灣省律師公會理事長，並擔任三民主義青年團台中分團第一區隊長。1946年4月當選第一屆台灣省參議員，11月再當選制憲國民大會代表。在台灣省參議會中，林連宗以其專長對當時臺灣警政、教育以及司法等時政領域，提出多次質詢，同時提案組織地方監察委員會、撤銷壟斷經濟的貿易局以防貪污腐化及壟斷操控，頗引當局側目。
1947年二月底二二八事件爆發，3月1日由反對當局組織的台中市聯席會議提出「改組長官公署」、「實施省縣市長民選」，林連宗被推為代表，北上交涉聯絡；3月6日被選為臺中地區時局處委會常務委員；3月8日國軍登陸台灣；3月10日林連宗已因當局實施戒嚴致交通中斷而無法返回臺中，便前往好友李瑞漢家。因林連宗前幾日與台灣高等法院院長楊鵬，商量司法人事改革，引起陳儀猜忌，被誣以「強力接收台灣高等法院第一分院，並自任院長」之罪名逮捕。傍晚，警總與憲兵第四團人員至李家捉拿李瑞漢兄弟，林連宗也一併被帶走，從此失跡。
直到近年才解密的國家安全局檔案中顯示：林連宗在1949年11月28日的「二二八事變正法及死亡人犯名冊」中，名列第二位，僅次於張七郎。